# خار، پنجاب
خار (به انگلیسی: Khar) یک منطقهٔ مسکونی در پاکستان است که در پنجاب واقع شده‌است. خار ۱۱۷ متر بالاتر از سطح دریا واقع شده‌است.